# Agrotis informis
Agrotis informis là một loài bướm đêm trong họ Noctuidae.